# Opius tantillus
Opius tantillus är en stekelart som beskrevs av William Harris Ashmead 1900. Opius tantillus ingår i släktet Opius och familjen bracksteklar. Inga underarter finns listade i Catalogue of Life.